# Arthur van de Oudeweetering
Arthur van de Oudeweetering (14 april 1966) is een Nederlandse schaker. Hij was sinds 1988 een FIDE meester (FM) en verkreeg in 2003 de titel Internationaal Meester (IM).
- In 1987 behaalde hij 4½ pt. uit 9 op het Dutch Open toernooi.[1]
- In 1994 behaalde hij 2 pt. uit 4 op het Open Donner Memorial toernooi.[2]
- In 1998 werd hij 20e, van 120 deelnemers in de A-groep, op het 6e Lost Boys Toernooi in Antwerpen.[3]
- In september 2005 speelde Van de Oudeweetering mee om het Roc Aventus kampioenschap van Apeldoorn dat door hem met 5.5 uit 6 gewonnen werd.

## Boek
In 2018 publiceerde hij het veelvuldig vertaalde boek "Chess Pattern Recognition for Beginners" (ISBN 9789056918033), handelend over het middenspel.

## Externe koppelingen
- (en)   Informatie over schaakpartijen van Arthur van de Oudeweetering op ChessGames.com
- (en)   Informatie over schaakpartijen van Arthur van de Oudeweetering op 365chess.com
- (en)  FIDE-ratinggegevens voor Arthur van de Oudeweetering